# Springfield, Ohio
Springfield är en stad i delstaten Ohio i USA. Staden har drygt 60 000 invånare och är det administrativa centrum av Clark County. Springfield ligger 7 mil väster om delstatens huvudstad Columbus och 4 mil nordost om Dayton.
Lantmätaren James Dougherty planlade Springfield 1801. I staden ligger Wittenberg University som grundades 1845 av den lutherska kyrkan som Wittenberg College. På 1880-talet fanns det redan fyrtio kyrkor i Springfield och nykterhetsrörelsen i staden växte. I början av 1900-talet producerades det tio olika typer av bilar i Springfield.

## Uppätna husdjur
Den 26 augusti 2024 fick polisen i Springfield en anmälan om haitier som stjäl gäss. Varken brottsbekämpande 
tjänstemän eller Ohio Department of Natural Resources hittade några bevis eller misstänkta. 
Kort därefter gick ett ogrundat rykte om att haitiska immigranter kidnappade och äter husdjur i Springfield viralt. 
Springfield myndigheter avslöjade ryktet. Till exempel sa stadschef Bryan Heck: "Det har inte förekommit några trovärdiga rapporter eller specifika påståenden om att husdjur ätits, skadats eller misshandlats av individer inom invandrarsamhället".
Den 10 september förstärkte presidentkandidat Donald Trump de falska påståendena under sin presidentdebatt med Kamala Harris. Under den följande veckan upprepade och förskönade Trump sina lögner, och lade till ett löfte om att massdeportera migranter från Springfield. 